# Fausto Gresini
Fausto Gresini, född 23 januari 1961 i Imola, Emilia-Romagna, död 23 februari 2021 i Bologna, var en italiensk roadracingförare, och senare teamchef för, och ägare av MotoGP-teamet Gresini Racing. Han blev världsmästare i 125GP 1985 och 1987. Han avled den 23 februari 2021 i sviterna av Covid-19. 

## Segrar 125GP
| Nummer | Grand Prix        | År   |
| ------ | ----------------- | ---- |
| 1      | Sverige           | 1984 |
| 2      | Österrike         | 1985 |
| 3      | Belgien           | 1985 |
| 4      | San Marino        | 1985 |
| 5      | Spanien           | 1986 |
| 6      | Italien           | 1986 |
| 7      | Sverige           | 1986 |
| 8      | Baden-Württenberg | 1986 |
| 9      | Spanien           | 1987 |
| 10     | Västtyskland      | 1987 |
| 11     | Italien           | 1987 |
| 12     | Österrike         | 1987 |
| 13     | Holland           | 1987 |
| 14     | Frankrike         | 1987 |
| 15     | Storbritannien    | 1987 |
| 16     | Sverige           | 1987 |
| 17     | Tjeckoslovakien   | 1987 |
| 18     | San Marino        | 1987 |
| 19     | Italien           | 1991 |
| 20     | Österrike         | 1991 |
| 21     | Storbritannien    | 1992 |